# Yordani García
Yordani(s) García Barrisonte, né le 21 novembre 1988 à San Luis, San Juan y Martínez, province de Pinar del Río, est un athlète cubain, spécialiste du décathlon.

## Biographie
En cadet, il remporte les championnats du monde cadets 2005 à l'octathlon en réalisant 6 482 points, soit le record du monde cadet.
En tant que junior, il remporte la médaille d'argent aux Championnats du monde junior 2006 avec 7 850 points. Il participe à ses premiers championnats du monde à Osaka en 2007, alors qu'il est encore junior, et termine à une honorable huitième place, avec un total de 8 257 points.
L'année suivante, il participe aux Jeux olympiques de Pékin où, avec 7 992 points, il termine quinzième. En 2009, il prend part pour la deuxième fois aux championnats du monde, organisés à Berlin. Il termine une nouvelle fois finaliste, soit huitième, avec un total de 8 387 points.
Son meilleur résultat est de 8 496 points, obtenus à La Havane le 30 mai 2009. À seulement 20 ans, il a effectué trois décathlons remarquables en 2009 : 8 365 points en mars, ce record à 8 496 points en mai et encore 8 348 points en juin.
Il prend la 3e place des Jeux Panaméricains avec 8 074 points. Il termine 14e des Jeux Olympiques de Londres avec 7 956 points.
En 2014, il termine 3e du Décastar de Talence et 3e du classement général de la coupe du monde des épreuves Combinées. En fin de saison, il remporte les Jeux d'Amérique Centrale et des Caraïbes avec 7 854 points.
Il remporte le titre du décathlon lors des Jeux d'Amérique centrale et des Caraïbes de 2014 au Mexique.

## Palmarès
| Date | Compétition                           | Lieu                                  | Résultat | Discipline | Points |
| ---- | ------------------------------------- | ------------------------------------- | -------- | ---------- | ------ |
| 2006 | Championnats du monde juniors         | Pékin                                 | 2e       | Décathlon  | 7 850  |
| 2007 | Championnats du monde                 | Osaka                                 | 8e       | Décathlon  | 8 257  |
| 2007 | Jeux panaméricains                    | Rio de Janeiro                        | 2e       | Décathlon  | 8 113  |
| 2008 | Jeux olympiques                       | Pékin                                 | 14e      | Décathlon  | 7 992  |
| 2009 | Championnats du monde                 | Berlin                                | 7e       | Décathlon  | 8 387  |
| 2009 | Coupe du monde des épreuves combinées | Coupe du monde des épreuves combinées | 2e       | Décathlon  | 25 531 |
| 2010 | Multistars                            | Desenzano del Garda                   | 3e       | Décathlon  | 8 048  |
| 2011 | Jeux panaméricains                    | Guadalajara                           | 3e       | Décathlon  | 8 074  |
| 2012 | Mehrkampf-Meeting                     | Ratingen                              | 3e       | Décathlon  | 8 005  |
| 2012 | Jeux olympiques                       | Londres                               | 14e      | Décathlon  | 7 956  |
| 2014 | Décastar                              | Talence                               | 3e       | Décathlon  | 7 945  |
| 2014 | Coupe du monde des épreuves combinées | Coupe du monde des épreuves combinées | 3e       | Décathlon  | 24 423 |
| 2014 | Jeux d'Am. cent. et des Caraïbes      | Xalapa                                | 1re      | Décathlon  | 7 854  |
| 2016 | Jeux olympiques                       | Rio de Janeiro                        | 18e      | Décathlon  | 7 961  |

## Records personnel
| Épreuve          | Performance   | Lieu             | Date                      |
| ---------------- | ------------- | ---------------- | ------------------------- |
| 100 mètres       | 10 s 50       | La Havane        | 9 mai 2013                |
| Longueur         | 7,36 m        | La Havane        | 29 mai 2009               |
| Poids            | 16,50 m       | La Havane        | 29 mai 2009               |
| Hauteur          | 2,10 m        | La Havane        | 29 mai 2009               |
| 400 mètres       | 48 s 17       | Xalapa           | 24 novembre 2014          |
| 110 mètres haies | 13 s 89       | Ratingen         | 21 juin 2009              |
| Disque           | 47,70 m       | La Havane        | 19 juillet 2008           |
| Perche           | 4,90 m        | La Havane Kladno | 20 mars 2010 16 juin 2011 |
| Javelot          | 69,37 m       | Berlin           | 20 août 2009              |
| 1 500 mètres     | 4 min 31 s 40 | La Havane        | 16 juin 2013              |
| Décathlon        | 8 496 pts     | La Havane        | 30 mai 2009               |

| Épreuve         | Performance   | Lieu     | Date            |
| --------------- | ------------- | -------- | --------------- |
| 60 mètres       | 6 s 89        | Tallinn  | 7 février 2009  |
| Longueur        | 6,85 m        | Séville  | 21 février 2009 |
| Poids           | 15,93 m       | Séville  | 21 février 2009 |
| Hauteur         | 2,08 m        | Sumy     | 17 février 2010 |
| 60 mètres haies | 7 s 80        | Göteborg | 2 février 2010  |
| Perche          | 4,70 m        | Séville  | 22 février 2009 |
| 1 000 mètres    | 2 min 50 s 21 | Istanbul | 10 mars 2012    |
| Heptathlon      | 5 905 pts     | Séville  | 22 février 2009 |